# THE BLACK LABEL
THE BLACK LABEL（ザ・ブラック・レーベル、朝: 더블랙레이블）は、2016年5月に1TYMのパク・テディ（本名：パク・ホンジュン）が設立した企画会社およびレコード会社で、YGエンターテインメントと関係企業である。

## 所属アーティスト

### アーティスト
- チョン・ソミ
- VINCE
- Bryan Chase
- LØREN[注釈 1]
- SOL
- ロゼ
- MEOVV
- ALLDAY PROJECT
- Leejung

### プロデューサー
- パク・テディ
- KUSH
- 24
- R.Tee
- JuniorChef
- VVN
- Nohc
- Dominsuk
- Danny Chung
- IDO (ZHUN·YUHAN·NHD)

### 俳優
- エラ・グロス
- パク・ボゴム
- イ・ジョンウォン